# 廈門翔安国際空港
廈門翔安国際空港（アモイしょうあんこくさいくうこう、中国語: 厦门翔安国际机场、英語: Xiamen Xiang'an International Airport）は、中国福建省廈門市翔安区にて建設中の空港である。既存の廈門高崎国際空港に代わる廈門市の主要空港となる。 高崎空港も引き続き利用されるが、国際線と国内線の大半は新空港に移転し、高崎空港は貨物・フィーダー旅客・チャーター便・航空機整備等の専用空港に生まれ変わることになっている。 
新空港は翔安区の大嶝島に位置し、北は泉州・南安に面している。廈門中心部から25km、泉州中心部から44km、漳州中心部から72km、中華民国(台湾)の福建省 (中華民国)金門島から15kmの距離にある。

## 名称
中国の多くの空港は、都市名と地名で命名されるため、一般に廈門翔安国際空港と呼称されているが、正式名称は当面「廈門新空港」とされている。廈門周辺都市の一部の人々は、閩南地域全体のハブ空港であることを示すために、「廈門閩南国際空港」という名称を提案したことがある。 一部の泉州市民はまた、空港の一部が泉州海域に位置していることから、「廈門泉州国際空港」という名前を提案した。 また、「廈門第二空港」、「廈門大嶝島国際空港」、「廈門陳嘉庚国際空港」とも呼ばれることもある。

## 歴史
2007年、中国福建省南部の航空拠点である廈門高崎国際空港と泉州晋江国際空港は飽和状態に近づきつつあるものの、いずれも市街地に囲まれており、拡張が難しいことから、福建省政府は、航空需要の拡大に対応するため、福建省南部に新たな大規模空港を建設することを決定した。 
2007年7月には新空港の用地選定が始まり、廈門、漳州、泉州、その他の用地が検討された。議論の結果、大気の質が良く、騒音の影響が少ない廈門市翔安区の大嶝島周辺が最適と判断された。
2011年には、新空港周辺海域の埋め立ての準備を進め、空港の用地取得を開始した。
2013年3月、新空港が澎湖金馬地区を中心とした台湾と共用される予定であると報道された。廈門市の劉克慶市長はこれを否定したが、将来的には台湾人が廈門に旅行する際に便利になるだろうと述べた。
2013年7月、新空港のマスタープランが華東民用航空局と空軍南京軍区に送付され、承認された。
2013年12月、福建省海洋水産部は「大嶝航空都市第二期プロジェクト海域使用許可申請書」を提出し、省政府の承認を得て、新空港の埋め立て工事が正式に開始された。
2014年4月、空港高速道路事業が着工された。
2015年9月、新空港ターミナルの設計案が発表された。 
2019年9月13日、新空港のマスタープランが中国民用航空局によって正式に承認された。 
20XX年開港予定である。

## 施設
第1期の空港の面積は31㎢で、そのうち26㎢が埋め立てで造成される。長さ3,800mの滑走路3本が計画されている。ターミナルビルは66万㎡で、閩南地方の伝統的な大厝建築様式で設計されている。 第1期は2023年に完成予定で、エアバスA380を含む旅客機177機、貨物機28機を収容できるエプロンが建設される。
2030年までに年間6,200万人の乗客と100万トンの貨物を取り扱い、第2期が完成する2040年までには、南側に長さ3,800mの滑走路を4本追加し、現在の北京首都国際空港に匹敵する年間8,500万人の乗客と200万トンの貨物を取り扱うと予測されている。
将来的には廈門軌道交通3号線で市内と結ばれる予定である。

## 懸念
金門空港から10kmしか離れていないため、約7割の空域が重複しており、航空安全上の懸念が指摘されている。